# Survival
「Survival」（サバイバル）は、2002年9月4日に発売されたMY LITTLE LOVERの15枚目のシングル。発売元はトイズファクトリー。

## 解説
- ギターの藤井謙二が脱退し小林夫妻（当時）のユニットとなって初めてリリースしたシングル。往年のヒット路線を意識して作られたものの、休止期間があったのと藤井が脱退したこともあったのかあまりヒットはしなかった。
- 内容はアメリカで暮らしていた時に、アメリカ同時多発テロ事件を目撃したことと関連している。
- PV監督は丹下紘希。

## 収録曲
作詞・作曲・編曲は全て小林武史。
1. Survival
  - 日本テレビAX MUSIC-TV AX POWER PLAY014
2. other side

## 収録アルバム
- Self Collection 〜15 Currents〜 (#1)
- Best Collection (#1)